# Ухнаагійн Хурелсух
Ухнаагійн Хурелсух (монг. Ухнаагийн Хүрэлсүх; нар. 14 червня 1968, Улан-Батор, Монгольська Народна Республіка) — монгольський державний і політичний діяч. Прем'єр-міністр Монголії 4 жовтня 2017 — 27 січня 2021. Президент Монголії з 25 червня 2021.
Обраний до парламенту Монголії тричі — в 2000, 2004 і 2012 роках, служив у Кабінеті Міністрів Монголії, як міністр з надзвичайних ситуацій, 2004—2006 рік міністр інспекції, 2006—2008 роках, в 2014—2015 роках і 2016—2017 як заступник прем'єр-міністра Монголії. Був Генеральним секретарем МНП у 2008—2012 роках.

## Політична кар'єра
Почав свою політичну кар'єру як політичний співробітник Центрального Комітету Монгольської Народно-Революційної Партії (МНРП) в 1991 році. В 1994—1996 роках працював радником Секретаріату фракції МНРП у парламенті Монголії. Був однією з провідних постатей у партії, які ініціювали та реалізували інституційні реформи молодіжної організації Монгольської Народно-Революційної Партії. Створив Демократичну Соціалістичну молодіжну Федерацію МНРП і обіймав посаду президента двічі — в період між 1997 і 1999 та в 2000—2005.
В 2000 році він був обраний до керівної Ради МНРП.
В 2008 році — Генеральний секретар МНРП.
В 2010 році відстоював процес відновлення первісної назви партії — Монгольська народна партія, яке було змінено на «монгольська народно-революційна партія» у 1924 році за рекомендацією Комінтерну для того, щоб продемонструвати солідарність з соціалістичними партіями в той час.